# Истина (албум)
Истина је шести студијски албум музичке групе Рибља чорба, објављен 1985. године.
Српски критичар, Петар Јањатовић прогласио је овај албум, објављен после неуспешног издања „Вечерас вас забављају музичари који пију“, „првим правим повратком у историји југословенског рока“. Продат у 105 000 примерака, албум се сматра за један он најбољих које је објавила група Рибља чорба, и за један од најзначајнијих југословенских рок албума, а у тој оцени се критичари слажу са публиком. Ово је први албум на коме се, као чланови групе, појављују гитаристи Видоја Божиновић и Никола Чутурило.
Након што је Југотон одбио да објави песме „Снаге опозиције“, „Погледај дом свој, анђеле“, „'Ало“ и „Дворска будала“, Рибља чорба се враћа свом старом издавачу, и са албума изоставља само песму „Снаге опозиције“, док у песми „'Ало“ мења стихове „са планине шакал завија, тамо је Југославија“, подобнијом варијантом „ја из далеких предела посматрам туђа недела“. Песма „Снаге опозиције“ се нашла на компилацији „Трећи српски устанак“ која је снимљена 1997. године.
У песми „Диско мишић“, на вокалима се, као гост, појављује Горан Бреговић, фронтмен групе која је у то време била највећи ривал Рибљој чорби. Албум се памти по апокалиптичној песми „Погледај дом свој, анђеле“ која је добила име по истоименом роману (енгл. Look Homeward, Angel) Томаса Волфа.
На омоту албума се нашла фото-монтажа на којој се лица чланова групе налазе на зиду Ћеле куле, између постојећих лобања.

## Списак песама
1. ’Ајде, бежи — 4:18
2. Нећу да те волим — 4:03
3. Хлеба и игара — 2:45
4. Сачекај — 3:53
5. ’Ало — 3:00
6. Диско мишић (feat Бреговић) — 3:20
7. Верно псето — 4:07
8. Дворска будала — 2:53
9. Погледај дом свој, анђеле — 3:36

## Чланови групе
- Бора Ђорђевић — вокал
- Видоја Божиновић — гитара
- Никола Чутурило — гитара
- Миша Алексић — бас-гитара
- Вицко Милатовић — бубњеви

### Гостујући музичари на албуму
- Горан Бреговић — вокал